# Alfredo Toxqui (futbolista)
Alfredo Toxqui (Puebla, estado de Puebla, 24 de diciembre de 1976) es un exfutbolista mexicano.

## Trayectoria
Era un arquero de buenos reflejos y que tocaba bien bajo los dos postes, surgido en la cantera de Rebaño Sagrado, donde recibió pocas oportunidades y nunca se pudo consolidar. Debutó en Primera División en el empate del conjunto del rebaño a ceros frente al Irapuato en la jornada 1 del Verano 2001, siendo el único partido que jugó en ese torneo.
Para el siguiente torneo fue registrado de la misma manera como tercer portero jugando solo dos partidos frente a Irapuato y frente al Atlante recibiendo solo un gol.
En Primera División solo jugó 3 partidos en 2 torneos. La mayor parte de su carrera la desarrollo en la Primera División "A", ahora Liga de Ascenso, en varios equipos hasta el 2006.
Actualmente trabaja en el Club Chivas Verde Valle como entrenador de porteros.[cita requerida]

### Clubes
| Club                 | País   | Año         |
| -------------------- | ------ | ----------- |
| Inter de Tijuana     | México | 1995 - 1997 |
| Chivas Tijuana       | México | 1997 - 1999 |
| Nacional Tijuana     | México | 1999 - 2000 |
| C.D. Guadalajara     | México | 2001        |
| Nacional Tijuana     | México | 2002        |
| Club Zacatepec       | México | 2002        |
| Nacional Tijuana     | México | 2003        |
| Riviera Maya         | México | 2004        |
| Alacranes de Durango | México | 2004        |

## Estadísticas

### Clubes
| Inter de Tijuana · México |               |               |     |   |    |     |
| 2ª | 1995-96       | 22            | -   | - | 22 |     |
| 2ª | 1996-97       | 34            | 4   | - | 38 |     |
| Total club | Total club    | 56            | 4   | - | 60 |     |
| Chivas Tijuana · México |               |               |     |   |    |     |
| 2ª | 1997-98       | 34            | -   | - | 34 |     |
| 2ª | 1998-99       | 28            | -   | - | 28 |     |
| Total club | Total club    | 62            | -   | - | 62 |     |
| Nacional Tijuana · México |               |               |     |   |    |     |
| 2ª | 1999-00       | 34            | -   | - | 34 |     |
| 2ª | 2000-01       | 26            | -   | - | 28 |     |
| 2ª | 2001          | 12            | -   | - | 12 |     |
| 2ª | 2003          | 3             | -   | - | 3  |     |
| Total club | Total club    | 87            | -   | - | 87 |     |
| C.D. Guadalajara · México |               |               |     |   |    |     |
| 1ª | 2001          | 1             | -   | 4 | 5  |     |
| 1ª | 2001          | 2             | -   | 1 | 3  |     |
| Total club | Total club    | 3             | -   | 5 | 8  |     |
| C. Zacatepec · México |               |               |     |   |    |     |
| 2ª | 2002          | 13            | -   | - | 13 |     |
| 2ª | 2004          | 13            | -   | - | 13 |     |
| Total club | Total club    | 26            | -   | - | 26 |     |
| Alacranes de Durango · México |               |               |     |   |    |     |
| 2ª | 2004          | 7             | -   | - | 7  |     |
| Total club | Total club    | 7             | -   | - | 7  |     |
| Total carrera | Total carrera | Total carrera | 228 | 4 | 5  | 237 |
| (1)Incluye datos de la Copa México. (2)Incluye datos de la Copa de Gigantes de la Concacaf (2001) y de la Copa Merconorte (2001) |               |               |     |   |    |     |

## Selección nacional
Fue Internacional en categorías menores. Participó en la Copa Mundial de Fútbol Juvenil de 1993.[cita requerida]

### Participaciones en Copas del Mundo Sub-20
| Mundial                                | Sede      | Resultado        |
| -------------------------------------- | --------- | ---------------- |
| Copa Mundial de Fútbol Juvenil de 1993 | Australia | Cuartos de final |